# Vishuddha

Chakra vishuddha, se representa como una flor de loto de dieciséis pétalos, en el centro un espacio azul representando el tattva del éter.

Vishuddha, de acuerdo a las tradiciones del tantrismo, se refiere al chakra vishuddha (en sánscrito: विशुद्ध चक्, AITS: viśuddha cakra, en castellano: 'chakra de la pureza') o chakra garganta, es considerado el quinto chakra primario,
 y se ubica a la altura de la garganta, en la unión de la espina dorsal y la médula oblonga.

## Etimología del término
La palabra sánscrita vishuddha significa ‘pureza’:
- viśuddha, en el sistema AITS (alfabeto internacional para la transliteración del sánscrito).[6]
- विशुद्ध, en escritura devanāgarī del sánscrito.

La palabra sánscrita chakra significa ‘rueda’:
- cakra, en el sistema AITS (alfabeto internacional para la transliteración del sánscrito).[7][8]
- चक्र, en escritura devanāgarī del sánscrito.

## Descripción

### Símbolos
El vishuddha está descrito como una flor con 16 pétalos de color rojo cenizo y en el centro un espacio azul representando el tattva del éter, su elemento asociado.

### Matrikas
En cada pétalo se inscriben las 16 vocales o matrikas (AITS: mātṛkās), que son las letras del alfabeto pronunciadas como mantras. Así tenemos, desde arriba en sentido horario:

| n.º | Matrika | Vocal | Vocal en sánscrito | Mantra                                 | Descripción                                                                                   | Ref.                 |
| --- | ------- | ----- | ------------------ | -------------------------------------- | --------------------------------------------------------------------------------------------- | -------------------- |
| 1   | Ang     | a     | अ                  | pranava                                | el mantra AUM pronunciado como Ong                                                            | [ 13 ] [ 14 ]        |
| 2   | Ang     | ā     | आ                  | udgitha                                | el mantra del sāmaveda en su forma semilla o bija (AITS: bīja)                                | [ 13 ]               |
| 3   | Ing     | i     | इ                  | Hang                                   | mantra usado en las prácticas del tantra                                                      | [ 13 ]               |
| 4   | Ing     | ī     | ई                  | Phat AITS: phaṭ                        | mantra usado en las prácticas del tantra la emoción espiritual de ahuyentar al enemigo        | [ 13 ] [ 15 ] [ 16 ] |
| 5   | Ung     | u     | उ                  | Vashat                                 | mantra usado en las prácticas del tantra la emoción espiritual de destruir al enemigo         | [ 13 ] [ 15 ]        |
| 6   | Ung     | ū     | ऊ                  | Swadha en sánscrito: स्वधा; AITS: svadhā | vidya mantra usado en las prácticas del tantra para el fortalecimiento interno                | [ 13 ] [ 15 ]        |
| 7   | Ring    | ṛ     | ऋ                  | Swaha en sánscrito: स्वाहा; AITS: svāhā   | vidya mantra usado en la ceremonia de fuego (homa) para la destrucción de la energía negativa | [ 13 ] [ 15 ] [ 17 ] |
| 8   | Ring    | ṝ     | ॠ                  | Namah                                  | mantra para demostrar respeto                                                                 | [ 13 ]               |
| 9   | LRing   | ḷ     | ऌ                  | amrita                                 | inmortalidad                                                                                  | [ 13 ]               |
| 10  | LRing   | ḹ     | ॡ                  | Nishad                                 | nota musical                                                                                  | [ 13 ]               |
| 11  | Eng     | e     | ए                  | Rishabba                               | nota musical                                                                                  | [ 13 ]               |
| 12  | Aing    | ai    | ऐ                  | Gandhar                                | nota musical                                                                                  | [ 13 ]               |
| 13  | Ong     | o     | ओ                  | Shadja                                 | nota musical                                                                                  | [ 13 ]               |
| 14  | Aung    | au    | औ                  | Madhyam                                | nota musical                                                                                  | [ 13 ] [ 18 ]        |
| 16  | Ahang   | aḥ    | अः                  | Pancham                                | nota musical                                                                                  | [ 13 ]               |

### Vritti
En cada pétalo también se inscriben dieciséis vritti (en sánscrito: वृत्ति, AITS: vrtti, en castellano: 'vórtice' o 'torbellino'). Los vritti son fluctuaciones de pensamiento, tendencias o torbellinos mentales, que deben ser suspendidos a través del yoga. Los vritti que deben ser manejados en el vishuddha son, desde arriba en sentido horario:
| n.º | Vritti   | En sánscrito | En AITS | Descripción | Ref.          |
| --- | -------- | ------------ | ------- | ----------- | ------------- |
| 1   | Pranava  | प्रणव         |         |             | [ 12 ] [ 22 ] |
| 2   | Udgitha  | उद्गीथ         |         |             | [ 12 ] [ 23 ] |
| 3   | Hung     |              |         |             | [ 12 ]        |
| 4   | Phat     |              |         |             | [ 12 ]        |
| 5   | Washat   |              |         |             | [ 12 ]        |
| 6   | Swadha   |              |         |             | [ 12 ]        |
| 7   | Swaha    |              |         |             | [ 12 ]        |
| 8   | Namak    |              |         |             | [ 12 ]        |
| 9   | Amfita   |              |         |             | [ 12 ]        |
| 10  | nishada  |              |         |             | [ 12 ]        |
| 11  | riskabha |              |         |             | [ 12 ]        |
| 12  | gandhara |              |         |             | [ 12 ]        |
| 13  | shadja   |              |         |             | [ 12 ]        |
| 14  | madhyama |              |         |             | [ 12 ]        |
| 15  | dhaiwata |              |         |             | [ 12 ]        |
| 16  | pañchama |              |         |             | [ 12 ]        |

### Activación
El bija mantra para activar este chakra es Ham. La nota musical para la activación es Pancham o Pa (en sánscrito: पञ्चम y en AITS: Pañcama), que corresponde a la nota Sol en el sistema de notación musical latino.

## Vishuddha en el Sat-Chakra-Nirupana
En la traducción de John George Woodroffe (1865–1936) del Shat-chakra-nirupana (AITS: Ṣaṭ Cakra Nirūpaṇa, en castellano: 'estudio de las seis ruedas') escrito por Swami Purnananda se menciona al vishuddha en los versículos 28 a 31, a continuación se presentan el primero y el último:
Versículo 28

"Viśuddhākhyaṁ kaṇṭhe sarasijamamalaṁ dhūmadhūmrāvabhāsaṁ

svaraiḥ sarvaiḥ śoṇairdalaparilasitairdīpitaṁ dīptabuddheḥ

 
Samāste pūrneneduprathitatamanabhomaṇḍalaṁ vṛttarūpaṁ

 
himacchayanāgopari lasitatanoh suklavarnambarasya"
En la garganta está la Rueda llamada Vishudda,
 que es pura y color púrpura ahumado.

Las dieciséis vocales sobre sus dieciséis pétalos, color encarnado,
 son claramente visibles para Él, cuya mente está iluminada.
 
En el pericarpio de este loto está la Región Etérea,
 de forma circular y blanca como la luna llena.
 
Sobre un elefante blanco como la nieve, está sentada la Divina Semilla del Verbo

Versículo 31

"Iha sthāne cittam niravadhi vinidhāyātmasampūrṇayogaḥ

kavirvāgamī jñānī sa bhavati nitarāṁ sādakaḥ śāntacetāḥ

  
Tríkālānāṁ darśī sakalahitakaro rogaśokapramuktaś-

  
ciramjīvī jīvī niravadhivipadāṁ dhvaṁsahaṁsaprakāśaḥ"
Quien haya obtenido conocimiento completo del Espíritu por la constante concentración de su mente sobre este loto,
 llega a ser un Gran Sabio, elocuente y sabio y goza ininterrumpidamente de paz mental.

Ve los tres períodos, llega a ser benefactor de todos, libre de enfermedad y pesar y longevo;
 y, como el Ave-Espíritu, es destructor de peligros sin fin.
 
Quien constantemente fija su mente en este loto, controlado su aliento por la Retención es,
 cuando iracundo, capaz de mover los tres mundos.
  
Ningún Dios es capaz de dominar su poder, ni resistirle.
Sat-Chakra-Nirupana (1526 d. C.) por Swami Purnananda

## Nombres alternativos
- En el Tantrismo: vishuddha, vishuddhi, kantha, kanthadesha, kanthapadma, kanthapankaja, kanthambuja, kanthambhoja, shodasha, shodasha-dala, shodashara, nirmala-padma, dwyashtapatrambuja, akasha, shodashollasa-dala y shodasha-patra.[12]
- En los Vedas (Upanishads tardíos): vishuddha, vishuddhi y kantha chakra.[12]
- En los Puranas: vishuddha y vishuddhi.[12]